# Damodar Mavalankar

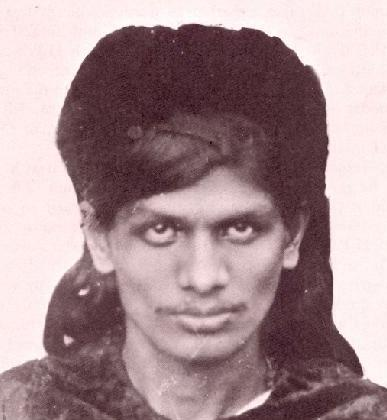
Damodar Mavalankar.

Damodar K. Mavalankar nació en Ahmedabad, Guyarat, en septiembre de 1857, - 1885)) en el seno de una familia de la casta de Brâhmanas. Su familia tenía posesiones y él recibió una excelente educación, tanto dentro de la tradición hindú como la inglesa.
Entre los 10 y 14 años, Damodar estudió el Hinduismo, y practicaba todos los ritos religiosos apropiados para su perfeccionamiento.
En 1879, tras la lectura del libro Isis sin velo, Damodar viajó a Bombai para conocer a Helena Blavatsky, la autora. Cuando entró en la Sede de la Sociedad Teosófica en esa ciudad, quedó impactado al ver el retrato del ser que, según él, había aparecido en sus visiones. Cuando supo que este retrato representaba a uno de los Mahatmas que estaba por detrás de HPB y de la ST, ese reconocimiento “selló su devoción a nuestra causa, y su discipulado a HPB.”[cita requerida]
Tras varios años de participación activa en la Sociedad Teosófica, en 1885 partió al Tíbet a encontrarse con su maestro y nunca más se le volvió a ver.